# Rathaus (Lindenberg im Allgäu)

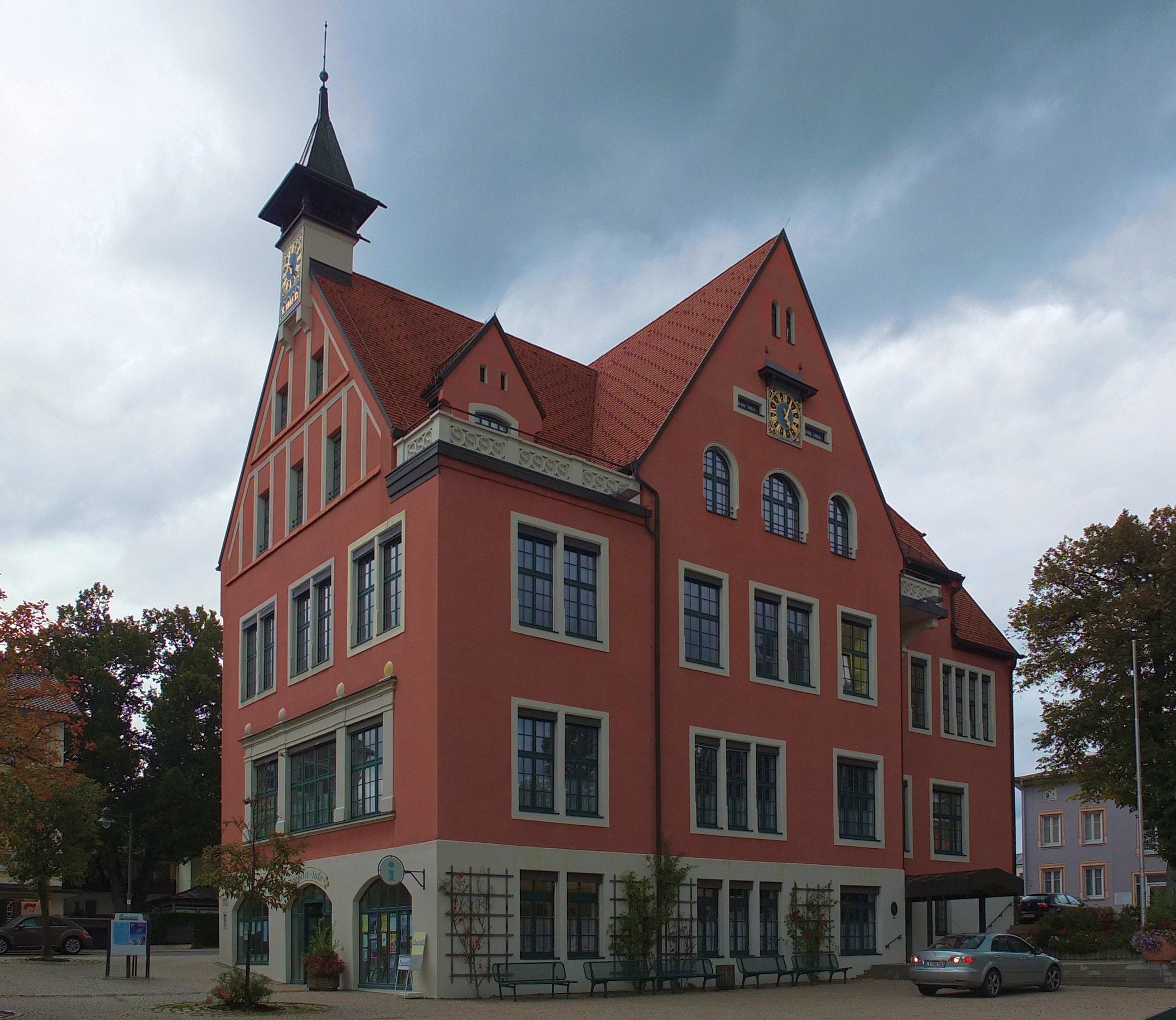
Rathaus in Lindenberg im Allgäu

Das  Rathaus in Lindenberg im Allgäu, einer Stadt im schwäbischen Landkreis Lindau (Bodensee) in Bayern, wurde Ende des 19. Jahrhunderts errichtet. Das Rathaus am Stadtplatz 1 ist ein geschütztes Baudenkmal. 
Der zweigeschossige Bau mit neugotischen und Neurenaissance-Formen hat an der Giebelspitze einen Dachreiter mit Uhr und Zeltdach.